# Lilla Furuskäret
Lilla Furuskäret är en ö i Finland. Den ligger väster om Köklot i Norra kvarken och i kommunen Korsholm i den ekonomiska regionen  Vasa i landskapet Österbotten, i den västra delen av landet. Ön ligger omkring 22 kilometer norr om Vasa och omkring 390 kilometer nordväst om Helsingfors. Öns area är 18,9 hektar och dess största längd är 1,3 kilometer i öst-västlig riktning.